# 김정현 (프로듀서)
김정현은 드라마의 프로듀서이다.

## 드라마
- 2009년 SBS 주말 미니시리즈 《스타일》 ... 조연출
- 2010년 MBC 수목 미니시리즈 《장난스런 키스》 ... 조연출
- 2010년 ~ 2011년 SBS 주말 미니시리즈 《시크릿 가든》 ... 조연출
- 2012년 SBS 주말 미니시리즈 《신사의 품격》 ... 조연출
- 2013년 MBC 월화 특별기획 드라마 《구가의 서》 ... 조연출
- 2016년 SBS 주말 미니시리즈 《미세스 캅 2》 ,,, 조연출
- 2019년 JTBC 금토 미니시리즈 《리갈 하이》 ... 공동연출
- 2019년 tvN 주말 미니시리즈 《호텔 델루나》 ... 공동연출
- 2021년 KBS2 월화 미니시리즈 《멀리서 보면 푸른 봄》 ... 연출
- 2022년 넷플릭스 오리지널 드라마 《더 패뷸러스》 ... 연출